# سفارت فرانسه در واشینگتن
سفارت فرانسه در واشینگتن (به انگلیسی: Embassy of France) یک سفارت در ایالات متحده آمریکا است که در واشینگتن، دی.سی. واقع شده‌است.